# The American Tournament 1908-1909
The American Tournament 1908-1909 è stato il secondo ed ultimo evento professionistico di snooker del 1908 e il penultimo del 1909 e la 2ª edizione di questo torneo, che si è disputato dal 22 ottobre 1908 al 20 marzo 1909, presso la Soho Square Hall di Londra, in Inghilterra.
Il torneo è stato vinto da Harry Stevenson, che si è aggiudicato, così, il suo 1º ed ultimo American Tournament, e il suo 1º ed ultimo titolo professionistico in carriera.
| Campione in carica | Charles Dawson | 1908-1909: | 5º posto |

## Montepremi
- Vincitore: £25

## Fase a gironi[4]
| Ogni match                   |
| ---------------------------- |
| Durata standard di 12 frames |

| N° | Giocatore       | Partite giocate | Vittorie | Pareggi | Sconfitte |
| -- | --------------- | --------------- | -------- | ------- | --------- |
| 1  | Harry Stevenson | 5               | 4        | 1       | 0         |
| 2  | James Harris    | 5               | 3        | 0       | 2         |
| 3  | Edward Diggle   | 5               | 2        | 2       | 1         |
| 4  | Tom Reece       | 6               | 2        | 2       | 2         |
| 5  | Charles Dawson  | 1               | 1        | 0       | 0         |
| 6  | Cecil Harverson | 4               | 1        | 3       | 0         |
| 7  | Tom Aiken       | 4               | 0        | 0       | 4         |
| 8  | Melbourne Inman | 6               | 0        | 2       | 4         |

| Giocatore 1     | Giocatore 2     | Risultato | Date di gioco                      |
| --------------- | --------------- | --------- | ---------------------------------- |
| Harry Stevenson | Edward Diggle   | 9 - 3     | dal 19 al 24 ottobre 1908          |
| Charles Dawson  | Melbourne Inman | 8 - 3     | dal 26 al 31 ottobre 1908          |
| Tom Reece       | Cecil Harverson | 6 - 6     | dal 2 al 7 novembre 1908           |
| Harry Stevenson | James Harris    | 9 - 3     | dal 9 al 14 novembre 1908          |
| Tom Reece       | Melbourne Inman | 8 - 4     | dal 16 al 21 novembre 1908         |
| Edward Diggle   | Melbourne Inman | 6 - 6     | dal 30 novembre al 5 dicembre 1908 |
| James Harris    | Tom Reece       | 6 - 5     | dal 7 al 12 dicembre 1908          |
| Harry Stevenson | Melbourne Inman | 11 - 1    | dal 14 al 19 dicembre 1908         |
| Cecil Harverson | James Harris    | 8 - 4     | dal 21 al 26 dicembre 1908         |
| Tom Reece       | Tom Aiken       | 6 - 4     | dal 4 al 9 gennaio 1909            |
| James Harris    | Melbourne Inman | 7 - 5     | dal 25 al 30 gennaio 1909          |
| Edward Diggle   | Tom Aiken       | 7 - 5     | dal 1° al 6 febbraio 1909          |
| Tom Reece       | Harry Stevenson | 6 - 6     | dall'8 al 13 febbraio 1909         |
| Cecil Harverson | Edward Diggle   | 6 - 6     | dal 15 al 20 febbraio 1909         |
| James Harris    | Tom Aiken       | 7 - 5     | dal 22 al 27 febbraio 1909         |
| Cecil Harverson | Melbourne Inman | 6 - 6     | dal 1° al 6 marzo 1909             |
| Edward Diggle   | Tom Reece       | 7 - 5     | dall'8 al 13 marzo 1909            |
| Harry Stevenson | Tom Aiken       | 7 - 5     | dal 15 al 20 marzo 1909            |

## Statistiche
Torneo
- 2ª edizione dell'American Tournament[7]
- 2º torneo professionistico di snooker
- 2º ed ultimo torneo professionistico del 1908[8]
- 1º torneo professionistico del 1909[9]

Giocatori
- 1º ed ultimo American Tournament per Harry Stevenson[3]
- 1º ed ultimo titolo professionistico vinto in carriera per Harry Stevenson[2]

Nazioni
- 2º torneo professionistico disputato in Inghilterra[10]
- 1º ed ultimo titolo professionistico vinto in Inghilterra per Harry Stevenson